# Risqué
Albums de Chic
C'est chic
(1978) Les Plus Grands Succès de Chic: Chic's Greatest Hits
(1979)
Singles
1. Good Times
Sortie : 4 juin 1979
2. My Forbidden Lover
Sortie : octobre 1979
3. My Feet Keep Dancing
Sortie : décembre 1979

Risqué est le troisième album du groupe américain de disco-funk Chic, sorti le 30 juillet 1979 chez Atlantic.
L'album contient les singles Good Times — no 1 des classements américains Hot 100 et Hot Soul Songs —, My Forbidden Lover et My Feet Keep Dancing. Risqué fait partie des albums qui ont défini l'ère disco, l'album est devenu très influent non seulement au sein du mouvement disco, mais aussi dans d'autres genres tels que le hip-hop, l'art rock et la new wave.

## Sortie
Enregistré en huit semaines avec un budget de 160 000 dollars, Risqué est le summum de la collaboration Edwards-Rodgers. L'album est sorti le 30 juillet 1979.
Risqué est sorti pour la première fois en disque compact au Japon en octobre 1990 et en Allemagne en septembre 1992. L'album a été remastérisé numériquement et réédité par Warner Music Japan en 2011.
Le 23 novembre 2018, l'album a été réédite et remastérisé en vinyle 180 grammes par Atlantic Records.

## Postérité
Risqué fait partie des 1001 albums qu'il faut avoir écoutés dans sa vie. 
Le titre Good Times, avec sa ligne de basse emblématique a été échantillonné de nombreuses fois par différents artistes, notamment le Sugarhill Gang sur Rapper's Delight. La chanson Will You Cry (When You Hear This Song) a été échantillonnée par le rappeur Nas dans Just a Moment, parue sur son album de 2004, Street's Disciple.

## Liste des titres
Toutes les chansons sont écrites et composées par Bernard Edwards et Nile Rodgers..
| A1. | Good Times           | 8:08 |
| A2. | A Warm Summer Night  | 6:10 |
| A3. | My Feet Keep Dancing | 6:38 |

| B1. | My Forbidden Lover                     | 4:39 |
| B2. | Can't Stand to Love You                | 2:56 |
| B3. | Will You Cry (When You Hear This Song) | 4:06 |
| B4. | What About Me?                         | 4:10 |

## Crédits
| Musiciens - Alfa Anderson (en) : voix principale (A1, B1, B3, B4) - Luci Martin : voix principale (A1, A3, B1, B2) - Fonzi Thornton (en) : voix - Michelle Cobbs : voix - Ullanda McCullough (en) : chœurs - Nile Rodgers : guitare, voix - Robert Sabino (en) : claviers - Andy Schwartz : claviers - Raymond Jones : claviers - Bernard Edwards : voix, basse - Tony Thompson : batterie - Sammy Figueroa (en) : percussions - Karen Karlsrud (The Chic Strings) : cordes - Cheryl Hong (The Chic Strings) : cordes - Karen Milne (The Chic Strings) : cordes - Valerie Haywood (The Chic Strings) : cordes - Jon Faddis : trompette - Ellen Seeling : trompette - Alex Foster : saxophone - Jean Fineberg : saxophone - Barry Rodgers : trombone - Gene Orloff : premier violon | Production - Bernard Edwards – réalisateur artistique pour Chic Organization Ltd. - Nile Rodgers – réalisateur pour Chic Organization Ltd. - Bob Clearmountain – ingénieur du son - Jackson Schwartz – ingénieur - Jeff Hendrickson – ingénieur - Jim Galante – ingénieur - Peter Robbins – ingénieur - Ray Willard – ingénieur - Dennis King – mastérisation - Carin Goldberg (en) – direction artistique - Ken Ambrose – photographie Toutes les chansons sont enregistrées et mixées au studio Power Station à New York. Mastérisation réalisée aux Atlantic Studios, New York. |

## Classements et certifications

### Classements hebdomadaires
| Classement (1979)                   | Meilleure position |
| ----------------------------------- | ------------------ |
| Australie (Kent Music Report)       | 75                 |
| Canada (RPM Top Albums)             | 15                 |
| États-Unis (Billboard 200)          | 5                  |
| États-Unis (Top R&B/Hip-Hop Albums) | 2                  |
| Royaume-Uni (UK Albums Chart)       | 29                 |
| Suède (Sverigetopplistan)           | 37                 |

### Certifications
| Région                                                                                                 | Certification | Ventes/Streams |
| --- | ------------- | -------------- |
| États-Unis (RIAA)                                                                                      | Platine       | 1 000 000^     |
| Royaume-Uni (BPI)                                                                                      | Argent        | 60 000^        |
| *Ventes selon la certification ^Mise en rayon selon la certification xNon précisé par la certification |               |                |